# Шевенок, Демид Яковлевич
Деми́д Я́ковлевич Шевено́к (1909—1986) — командир батареи 137-го гаубичного артиллерийского полка 13-й армии Северо-Западного фронта, Герой Советского Союза.

## Биография
Родился 28 августа 1909 года в селе Ярославка ныне Бобровицкого района Черниговской области Украины в крестьянской семье. Украинец.
Окончил 7 классов. Работал в колхозе.
В Красной Армии с 1931 года. В 1936 году окончил Одесское артиллерийское училище. Участник освободительного похода советских войск в Западную Украину и Западную Белоруссию 1939 года. Участвовал в советско-финской войне 1939-1940 годов.
В начале марта 1940 года разведал и уничтожил дот противника, препятствовавший продвижению батальона.
Указом Президиума Верховного Совета СССР от 7 апреля 1940 года «за образцовое выполнение боевых заданий командования на фронте борьбы с финской белогвардейщиной и проявленные при этом отвагу и геройство» старшему лейтенанту Шевенку Демиду Яковлевичу присвоено звание Героя Советского Союза с вручением ордена Ленина и медали «Золотая Звезда» (№ 313).
С 1941 года воевал на фронтах Великой Отечественной войны. Член ВКП(б) с 1942 года.
В 1944 году окончил Военную академию имени Ф. Э. Дзержинского, а в 1945 году — Высшую офицерскую артиллерийскую школу.
С 1953 года в запасе, а затем в отставке, проживал в Киеве. Работал заместителем директора Парка культуры и отдыха. Скончался 3 июля 1986 года.

## Награды
Награждён орденом Ленина, орденами Красного Знамени, Отечественной войны 1-й степени, двумя орденами Красной Звезды, медалями.